# طرخشقون أسنان الأسد
طرخشقون أسنان الأسد (باللاتينية:  Taraxacum dens-leonis ) هو نوع نباتي يتبع جنس الطرخشقون من القبيلة الشيكورية.